# William Beaumont

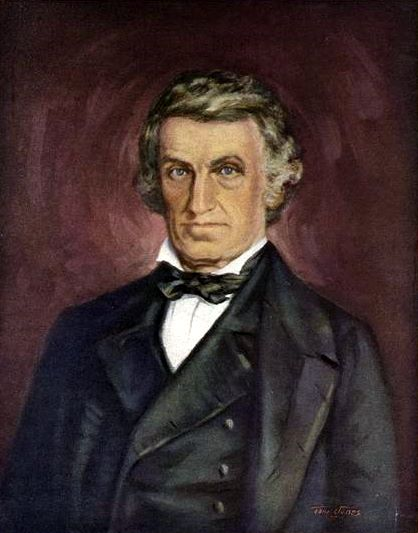
Willian Beaumont

William Beaumont  (21 de novembro de 1785 - Lebanon - 25 de abril de 1853) foi um cirurgião do Exército dos Estados Unidos que se tornou conhecido como o pai da Fisiologia gástrica, pelas suas pesquisas sobre a digestão humana.

## Biografia
Willian nasceu em Connecticut
Em 1811 começou como aprendiz do Dr. Truman Powell em Vermont. De 1812 a 1815 serviu como cirurgião no exército. Depois da guerra de 1812, se estabeleceu em Plattsburgh, mas retornou ao exército em 1819.

### Experimentos com  St. Martin
Em junho de 1822, o viajante Alexis St. Martin, de apenas 20 anos, levou um tiro de mosquete na barriga. Para sua sorte (ou não, como veremos em seguida), ele foi rapidamente tratado pelo cirurgião William Beaumont, do Exército dos EUA. Durante 17 dias, parte dos alimentos ingeridos por St. Martin saíam pelo ferimento. No 18º dia, a comida parou de “escapar”, mas o buraco (fístula) continuava ali.
O Dr. Beaumont, vendo a oportunidade, passou os 11 anos seguintes estudando o caso e fazendo experimentos com St. Martin, como colocar alimentos diretamente na fístula e observar a digestão. St. Martin, que era analfabeto, foi convencido a assinar um contrato de trabalho e se tornou empregado do médico. Naquela época, pouco se sabia sobre os processos digestivos, e Beaumont fez várias descobertas, em especial o papel do intestino e do suco gástrico. Os estudos foram publicados em 1838.
Depois da longa “parceria”, St. Martin voltou para sua casa, no Quebec, e Beaumont ficou conhecido como “Pai da Fisiologia Gástrica”. A experiência foi descrita no livro "Experiments and Observations on the Gastric Juice and the Physiology of Digestion."  de 1833.